# Alexz Johnson
Alexzandra Spencer Johnson, född 4 november 1986 i New Westminster, British Columbia, Kanada. Alexz är en kanadensisk skådespelare och sångare/låtskrivare känd från roller i filmer såsom Final Destination 3 och So Weird.

## Fotnoter
1. ↑  MAK, PLWABN-ID: 9810547487505606.[källa från Wikidata]